# Kinetická energie při rotaci
Kinetická energie rotujícího tělesa je energie tělesa, které rotuje. Je dána součtem kinetických energií všech jeho částic.

## Odvození vzorce
Ze skutečnosti, že energie rotujícího tělesa je dána součtem kinetických energií všech jeho částic (číslujeme horním indexem i), vyplývá, že celková energie tělesa bude
{\displaystyle E_{K}=\sum _{i}E_{K}^{i}=\sum _{i}{\frac {1}{2}}m^{i}(\mathbf {v} ^{i})^{2}}
Pomůžeme si vyjádřením rychlosti, pro kterou pro těleso rotující kolem počátku platí
{\displaystyle \mathbf {v} ^{i}=\mathbf {\omega } \times \mathbf {r} ^{i}}
kde {\displaystyle \mathbf {\omega } } je vektor úhlové rychlosti a {\displaystyle \mathbf {r} ^{i}} je polohovým vektorem i-té částice.
Dosadíme a získáme
{\displaystyle E_{K}=\sum _{i}{\frac {1}{2}}m^{i}(\mathbf {\omega } \times \mathbf {r} ^{i})^{2}=\sum _{i}{\frac {1}{2}}m^{i}\left(\mathbf {\omega } ^{2}(\mathbf {r} ^{i})^{2}-(\mathbf {\omega } \cdot \mathbf {r} ^{i})^{2}\right)}
Tento výraz lze zapsat i ve složkách a to takto:
{\displaystyle E_{K}=\sum _{i,k,l}{\frac {1}{2}}m^{i}\left(\delta _{kl}(r^{i})^{2}-r_{k}^{i}r_{l}^{i}\right)\omega _{k}\omega _{l}}
Využijeme-li definice tenzoru momentu setrvačnosti {\displaystyle I_{kl}}
{\displaystyle I_{kl}=\sum _{i}m^{i}\left(\delta _{kl}(r^{i})^{2}-r_{k}^{i}r_{l}^{i}\right)},
lze pak energii rotujícího tělesa vyjádřit v kompaktním tvaru:
{\displaystyle E_{K}={\frac {1}{2}}\sum _{kl}I_{kl}\,\omega _{k}\omega _{l}}
Protože je tenzor setrvačnosti symetrický existuje vždy taková soustava souřadnic, ve které je diagonální. Jeho složky na diagonále v této soustavě označme {\displaystyle J_{x}}, {\displaystyle J_{y}}, {\displaystyle J_{z}}, pak tedy platí:
{\displaystyle E_{K}={\frac {1}{2}}(J_{x}\omega _{x}^{2}+J_{y}\omega _{y}^{2}+J_{z}\omega _{z}^{2})}
Kde {\displaystyle \omega _{x},\omega _{y},\omega _{z}} jsou složky vektoru úhlové rychlosti v této soustavě.
Často se zajímáme pouze o rotaci vůči pevné ose, tedy ose jejíž poloha se v tělese nemění. V tomto případě definujeme skalární moment setrvačnosti {\displaystyle J} vůči této ose jako
{\displaystyle J=\sum _{kl}I_{kl}n_{k}n_{l}},
kde {\displaystyle \mathbf {n} =(n_{1},n_{2},n_{3})} je jednotkový vektor mířící do směru osy. Tato definice se po dosazení za jednotlivé částice dá zapsat i jako
{\displaystyle J=\sum _{i}m^{i}(s^{i})^{2}},
kde {\displaystyle s^{i}} je vzdálenost i-té částice od osy rotace.
Použitím definice {\displaystyle J} má pak výraz pro kinetickou energii velmi jednoduchý tvar
{\displaystyle E_{K}={\frac {1}{2}}J\omega ^{2}}.
Je tedy zřejmé, že {\displaystyle J} představuje analogii hmotnosti při rotaci kolem pevné osy.